# Crepidodera lamina
Crepidodera lamina är en skalbaggsart som först beskrevs av Ernest Marie Louis Bedel 1901.  Crepidodera lamina ingår i släktet Crepidodera, och familjen bladbaggar. Arten har ej påträffats i Sverige.